# Nusaraya
Nusaraya is een bestuurslaag in het regentschap Ogan Komering Ulu van de provincie Zuid-Sumatra, Indonesië. Nusaraya telt 2136 inwoners (volkstelling 2010).